# Achašveróš
Achašveróš (hebrejsky אֲחַשְׁוֵרוֹשׁ‎) je jméno králů v hebrejské bibli (Starém zákoně), vládců perské říše a také jednoho médského. V Septuagintě má jméno podobu Ἀσουήρος Asuéros, ve Vulgátě Assuerus, v českém pravopisu Asverus používané Biblí kralickou.
- Kniha Ester – perský král, jehož dvořan Haman usiluje o vyhubení Židů, Ester je však zachrání; obvykle ztotožňován s Xerxem I., dříve též s jeho synem Artaxerxem I., příp. s Artaxerxem II.
- Kniha Ezdráš – je zmíněn v době výstavby Druhého chrámu,[1] obvykle ztotožňován také jako Xerexés I. (i v Českém ekumenickém překladu).
- Kniha Daniel – je zmíněn jako otec Darjaveše (Daria),[2] médského krále, který se stal babylonským králem, v řadě mezi Belšazarem a Kýrem. Na rozdíl od posledně jmenovaných není tento panovník historicky doložen a je považován za fiktivní postavu.
- Kniha Tóbijáš – v některých verzích jméno dvořana Nebukadnesara, jde o deuterokanonický spis, který židé a protestanti neuznávají za kanonický

Jméno je odvozováno od staroperské podoby jména Xerxés.